# Phyllostachys meyeri
Phyllostachys meyeri är en gräsart som beskrevs av Mcclure. Phyllostachys meyeri ingår i släktet Phyllostachys och familjen gräs. Inga underarter finns listade i Catalogue of Life.